# Au bout des mondes
Au bout des mondes (Worlds' end) est le huitième album de la série de bande dessinée anglo-américaine Sandman scénarisé par Neil Gaiman. L'album est préfacé par Stephen King. La version française est traduite par Geneviève Coulomb et lettrée par Alessandro Benedetti.
La structure de l'intrigue de l'album est inspirée des Contes de Canterbury.

## Synopsis

### Scènes de la vie d'auberge
Crayonné de Gary Amaro et Bryan Talbot ; encrage de Dick Giordano, Steve Leialoha, Tony Harris, Mark Buckingham et Bryan Talbot ; couleurs de Daniel Vozzo ; couleurs de Daniel Vozzo ; 9 planches.

### Deux villes
Crayonné d'Alec Stevens et Bryan Talbot ; encrage d'Alec Stevens et de Mark Buckingham ; couleurs de Daniel Vozzo ; 17 planches. Titre original : A Tale of Two Cities.

### Le récit de Cluracan
Crayonné de John Watkiss et Bryan Talbot ; encrage de John Watkiss et de Mark Buckingham ; couleurs de Daniel Vozzo ; 25 planches. Titre original : Cluracan's Tale.

### Le léviathan de Hob
Crayonné de Michael Zulli et Bryan Talbot ; encrage de David Giordano et de Mark Buckingham ; couleurs de Daniel Vozzo ; 24 planches. Titre original : Hob's Leviathan.

### Jeune prodige
Crayonné de Michael Allred et Bryan Talbot ; encrage de Michael Allred et de Mark Buckingham ; couleurs de Daniel Vozzo ; 24 planches. Titre original : The Golden Boy.

### Linceuls
Crayonné de Shea Anton Pensa et Bryan Talbot ; encrage de Vince Locke et de Mark Buckingham ; couleurs de Daniel Vozzo ; 21 planches. Titre original : Cerements.

### Au bout des mondes
Crayonné de Gary Amaro et Bryan Talbot ; encrage de Dick Giordano, Steve Leialoha, Tony Harris, Mark Buckingham et Bryan Talbot ; couleurs de Daniel Vozzo ; Titre original : Worlds' End.